# Alacakaya (district)
Alacakaya is een Turks district in de provincie Elazığ en telt 8.306 inwoners (2007). Het district heeft een oppervlakte van 267,8 km². Hoofdplaats is Alacakaya.
De bevolkingsontwikkeling van het district is weergegeven in onderstaande tabel.
| 1997  | 2000   | 2007  |
| ----- | ------ | ----- |
| 9.076 | 10.113 | 8.306 |